# Palazzo Nainer
Palazzo Nainer è un palazzo di Roma, nel rione Campo Marzio, situato al numero 196 di via del Babuino, nei pressi di piazza del Popolo.
Esso fu costruito tra il 1818 ed il 1821 su un precedente monastero degli Agostiniani, e rientra nel nuovo assetto urbanistico ed architettonico voluto dal Valadier per piazza del Popolo ed il "tridente". Il palazzo, che confina con la chiesa di Santa Maria in Montesanto, si caratterizza per una lunga facciata suddivisa in tre parti. La parte centrale, in cui si apre oggi l'Hotel Palazzo Nainer; è a tre ordini scandita da lesene: l'ordine superiore è ritmato da finestre con balconcino ed una bella cornice bugnata la separa dai due ordini inferiori; una terrazza con balaustra corre lungo tutta la parte centrale dell'edificio.
Verso la metà dell'Ottocento fu acquistato dal marchese Giampietro Campana che qui vi conservò ed espose una parte della sua celebre collezione.
L'edificio fu rialzato nel 1872, in occasione dei restauri che interessarono tutto il rione dopo la proclamazione di "Roma capitale".
Oggi parte del palazzo ospita l'hotel Palazzo Nainer, il resto è adibito ad abitazioni private.